# Nanhuang (köpinghuvudort i Kina, Shandong Sheng, lat 36,98, long 121,79)
Nanhuang (kinesiska: 南黄, 南黄镇) är en köpinghuvudort i Kina. Den ligger i provinsen Shandong, i den östra delen av landet, omkring 430 kilometer öster om provinshuvudstaden Jinan. Antalet invånare är 23 500. Befolkningen består av 11 672 kvinnor och 11 828 män. Barn under 15 år utgör 6,0 %, vuxna 15-64 år 74 %, och äldre över 65 år 18,0 %.
Runt Nanhuang är det tätbefolkat, med 276 invånare per kvadratkilometer. Närmaste större samhälle är Baishatan, 18,3 km sydväst om Nanhuang. Trakten runt Nanhuang består till största delen av jordbruksmark.
Genomsnittlig årsnederbörd är 743 millimeter. Den regnigaste månaden är juli, med i genomsnitt 206 mm nederbörd, och den torraste är februari, med 13 mm nederbörd.